# Loma Bonita de Juárez
Loma Bonita de Juárez är en ort i Mexiko.   Den ligger i kommunen Santiago Nuyoó och delstaten Oaxaca, i den sydöstra delen av landet, 300 km sydost om huvudstaden Mexico City. Loma Bonita de Juárez ligger 2 038 meter över havet och antalet invånare är 272.
Terrängen runt Loma Bonita de Juárez är bergig åt sydväst, men åt nordost är den kuperad. Runt Loma Bonita de Juárez är det ganska glesbefolkat, med 39 invånare per kvadratkilometer. Närmaste större samhälle är Putla Villa de Guerrero, 19,0 km väster om Loma Bonita de Juárez. I omgivningarna runt Loma Bonita de Juárez växer i huvudsak städsegrön lövskog.